# Montenvers

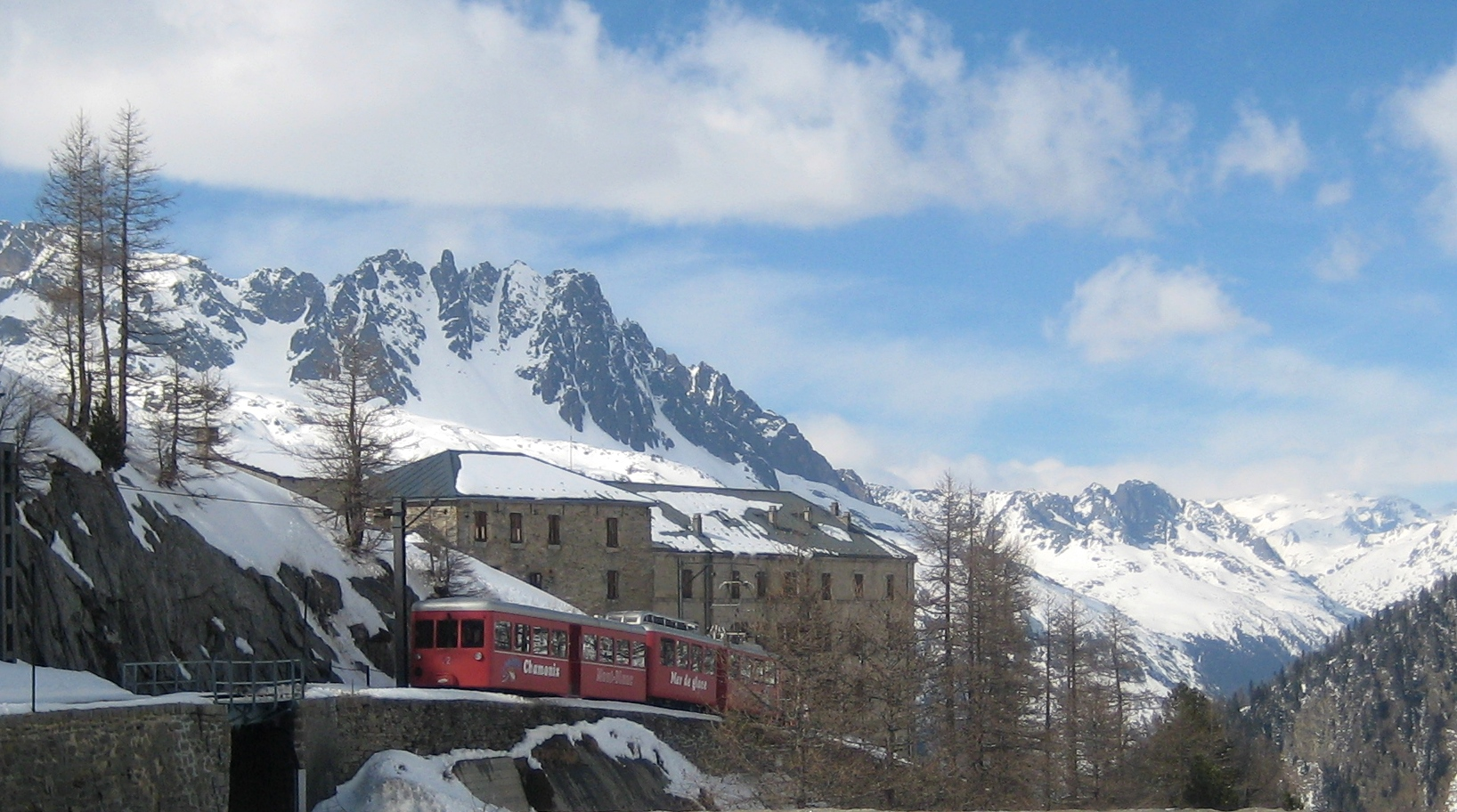
O combóio defronte ao hotel Montenvers

Montenvers  é um ponto turístico sobre o Mar de Gelo situado a 1 913 m de altitude na comuna francesa de Chamonix-Mont-Blanc no maciço do Monte Branco, e o fim do Caminho de ferro do Montenvers.

## História
No fim do século XIX, com o desenvolvimento do turismo em Chamonix, o transporte até Montenvers era feito a pé ou de mula. Aí se dispunha de uma magnífica vista sobre o Mar de Gelo, pelo que em 1877 se previu a criação de uma linha como o caminho-de-ferro do Rigi, na Suíça, onde já milhares de passageiros eram transportados graças à locomotiva a vapor.
Entre o receio dos "Chamoniards" e o grupo dos "estrangeiros" (externos ao vale de Chamonix) decide-se finalmente esperar a chegada da Compagnie des chemins de fer de Paris à Lyon et à la Méditerranée, a PLM, que forçosamente traria mais turistas e ajudaria a rentabilizar os caminhos-de-ferro de Montenvers, pelo que a construção só começou em maio de 1906.